# Сан-Вито
Сан-Вито (итал. San Vito, сард. Santu Idu) — коммуна в Италии, располагается в регионе Сардиния, в провинции Кальяри.
Население составляет 3895 человек (2008 год). Занимает площадь 232 км². Почтовый индекс — 9040. Телефонный код — 070.
Покровителем коммуны почитается святой Вит, празднование 15 июня.

## Администрация коммуны
- Официальный сайт: https://web.archive.org/web/20090602204208/http://www.comunesanvito.ca.it/